# Show Stopper
Show Stopper – piosenka R&B stworzona przez Angelę Hunte, Krystal Oliver, Calvina Pucketta, Franka Romano, James Scheffer na debiutancki, studyjny album amerykańskiego girlsbandu Danity Kane, Danity Kane (2006). Utwór został wyprodukowany przez Jima Jonsina i wydany jako pierwszy, główny singel z krążka dnia 4 sierpnia 2006 w Stanach Zjednoczonych oraz 20 października 2006 w Europie. W piosence gościnny udział wziął raper Yung Joc.

## Teledysk
Teledysk do singla reżyserowany był przez Jessy’ego Terrero i filmowany w różnych miejscach Los Angeles oraz Kalifornii w dniach 27-28 czerwca 2006 roku. Część klipu, w której występuje Yung Joc kręcona była we własnym samochodzie rapera, ze względu na brak czasu jakim artysta dysponował.
Videoclip zaczyna się sceną, w której członkinie grupy nagrywają utwór w studiu razem z Diddym, kiedy ten im przerywa i mówi, aby odpoczęły oraz nie udawały się do klubu. Następnie dziewczęta pokazane są w luksusowym samochodzie szukające mężczyzn i podrywające ich. Scena kończy się ujęciem choreograficznym; członkinie tańczą na Bulwardzie Hollywood.
Premiera teledysku miała miejsce dnia 4 sierpnia 2006 po programie Making the Video stacji MTV.

## Listy utworów i formaty singla
Międzynarodowy CD singel
1. „Show Stopper” (Album version)
2. „Show Stopper” (Remix) (featuring Diddy)
3. „Show Stopper” (Instrumental)
4. „Show Stopper” (Acapella)

Vinyl singel
1. „Show Stopper” (Główna wersja)
2. „Show Stopper” (Instrumental)
3. „Show Stopper” (Acapella)

Oficjalne remiksy
1. „Show Stopper” (Alternate version) – 4:15
2. „Show Stopper” (Bad Boy Remix) (featuring Diddy & Yung Joc) – 4:42
3. „Show Stopper” (Jim Jonson Remix) (featuring Pitbull & B.O.B.) – 4:13
4. „Show Stopper” (Saul Mojica Mix) – 4:19
5. „Show Stopper” (Garbz Mix) – 3:52
6. „Show Stopper” (Dave Audé Club Mix) – 7:26

## Pozycje na listach
| Lista przebojów (2006)              | Najwyższa pozycja |
| ----------------------------------- | ----------------- |
| Austria Singles Chart               | 61                |
| Niemcy Singles Chart                | 27                |
| USA Billboard Hot 100               | 8                 |
| USA Billboard Hot R&B/Hip-Hop Songs | 33                |
| USA Billboard Pop 100               | 12                |
| United World Chart                  | 34                |